# Голодеево
Голодеево — деревня в Сокольском районе Вологодской области.
Входит в состав Нестеровского сельского поселения (с 1 января 2006 года по 13 апреля 2009 года входила в Кокошиловское сельское поселение), с точки зрения административно-территориального деления — в Кокошиловский сельсовет.
Расстояние до районного центра Сокола по автодороге — 49 км, до центра муниципального образования Нестерова по прямой — 7 км. Ближайшие населённые пункты — Труфаново, Антуфьево, Туреево, Починок.
По переписи 2002 года население — 4 человека.